# Abilene (Kansas)
Abilene és una població dels Estats Units a l'estat de Kansas. Segons el cens del 2000 tenia 6.543 habitants.

## Demografia
Segons el cens del 2000, Abilene tenia 6.543 habitants, 2.836 habitatges, i 1.772 famílies. La densitat de població era de 611,7 habitants per km².
Dels 2.836 habitatges en un 29% hi vivien nens de menys de 18 anys, en un 50,5% hi vivien parelles casades, en un 9% dones solteres, i en un 37,5% no eren unitats familiars. En el 34,2% dels habitatges hi vivien persones soles el 17,2% de les quals corresponia a persones de 65 anys o més que vivien soles. El nombre mitjà de persones vivint en cada habitatge era de 2,27 i el nombre mitjà de persones que vivien en cada família era de 2,9.
Per edats la població es repartia de la següent manera: un 24,7% tenia menys de 18 anys, un 7% entre 18 i 24, un 26,5% entre 25 i 44, un 21,7% de 45 a 60 i un 20% 65 anys o més.
L'edat mediana era de 40 anys. Per cada 100 dones de 18 o més anys hi havia 85,4 homes.
La renda mediana per habitatge era de 33.778 $ i la renda mediana per família de 46.052 $. Els homes tenien una renda mediana de 31.971 $ mentre que les dones 17.361 $. La renda per capita de la població era de 17.356 $. Entorn del 4,8% de les famílies i el 7,3% de la població estaven per davall del llindar de pobresa.

## Poblacions més properes
El següent diagrama mostra les poblacions més properes.